# Laura Bush
Laura Lane Welch Bush (Midland, 4 de novembro de 1946) é a esposa do 43.º Presidente dos Estados Unidos, George W. Bush, e por conseguinte, a 45.ª primeira-dama estadunidense, servindo de 20 de janeiro de 2001 a 20 de janeiro de 2009.
Bush tem um amor contínuo por livros e a prática da leitura desde sua infância; sua vida e educação refletem esse interesse. Ela se graduou pela Universidade Metodista Meridional em 1968 com um grau acadêmico de bacharelado, e rapidamente assumiu um emprego como professora de escolas de Ensino Médio. Após completar seu mestrado em biblioteconomia pela Universidade do Texas em Austin, foi admitida como bibliotecária. Conheceu George Walker Bush em 1977, tendo se casado no mesmo ano; em 1981, o casal teve filhas gêmeas.
O envolvimento político de Bush começou com o casamento. Ela realizou campanhas para a candidatura malsucedida de seu marido, em 1978, para o Congresso norte-americano e depois, sua bem-sucedida campanha governamental no Texas. Como primeira-dama do Texas, Bush implementou várias iniciativas focadas na saúde, educação, e alfabetização. Em 1999, auxiliou seu marido na candidatura para a presidência dos Estados Unidos em uma série de maneiras, mais notavelmente dando um discurso na Convenção Nacional Republicana de 2000; isto a fez ganhar atenção nacional. Tornou-se primeira-dama após seu marido ter derrotado o democrata Al Gore nas eleições presidenciais de 2000.
Eleita pela Gallup como uma das mais populares primeiras-damas, Laura Bush esteve envolvida em tópicos ambos a níveis nacionais e globais durante seu mandato. Continuou seu interesse em educação e alfabetização, estabelecendo o anual Festival Nacional do Livro em 2001 e encorajando a educação em uma escala mundial. Também progrediu nas causas das mulheres através da campanha The Heart Truth e Susan G. Komen for the Cure. Representou os Estados Unidos durante suas viagens ao exterior do país, nas quais tendeu a centrar-se na sensibilização da SIDA e da malária.

## Infância e juventude
Laura Lane Welch nasceu em Midland, cidade de porte médio na zona petrolífera do Texas, sendo filha única de Harold Bruce Welch (1912—1995), proprietário de uma firma de construção, e de sua esposa Jenna Louise Hawkins (1919—2019). Os seus familiares eram conservadores e aderentes do Partido Democrata, assim como a maioria dos eleitores do estado à época. Ela criou-se em sua cidade natal e frequentou o mesmo ginásio (junior high school) que seu futuro marido sem jamais conhecê-lo, e o mesmo colégio, a Robert E. Lee High School, que Tommy Franks, que eventualmente comandaria a invasão do Iraque.

### Responsabilidade pela morte de um colega
A 6 de novembro de 1963, dois dias após completar os dezessete anos, Bush (à época Laura Welch) estava no volante de seu sedan Chevrolet, com sua amiga Judy Dyke. Pouco depois das 20 horas, em uma noite de tempo claro, chegou ao cruzamento das rodovias US 349 e Texas Farm Road 868. Bush desobedeceu ao sinal de "PARE" lá presente, consequentemente causando uma colisão com um sedan modelo Chevrolet Corsair, que por uma estranha coincidência, era conduzido por seu colega e reputado ex-namorado, Michael Dutton Douglas, também de dezessete anos. Welch e Dyke sofreram leves ferimentos; Douglas foi pronunciado morto ao chegar ao hospital. Bush não foi multada nem sofreu nenhuma sanção criminal por sua responsabilidade no acidente. Em Maio de 2000, uma ficha de ocorrência detalhando o acidente foi liberada ao público.

## Universitária, professora, bibliotecária
Bush frequentou a Universidade Metodista Meridional (Southern Methodist University) em Dallas, Texas, afiliando-se à sororidade Kappa Alpha Theta. Formou-se em magistério em 1968. Após a graduação, lecionou na Longfellow Elementary School, escola pública de ensino fundamental em Dallas até 1969, quando transferiu-se à John F. Kennedy Elementary School, outra escola pública, em Houston, Texas, onde permaneceu até 1972. Em seguida, havendo decidido trocar sua profissão, cursou o mestrado em biblioteconomia na Universidade do Texas em Austin, formando-se em 1973. Depois, iniciou sua nova carreira em Kashmere Gardens, um pequeno ramo da biblioteca pública de Houston. Após um breve período, mudou-se de volta a Austin, onde foi bibliotecária em uma escola pública, a Dawson Elementary School, até 1977.

## Casamento e vida familiar

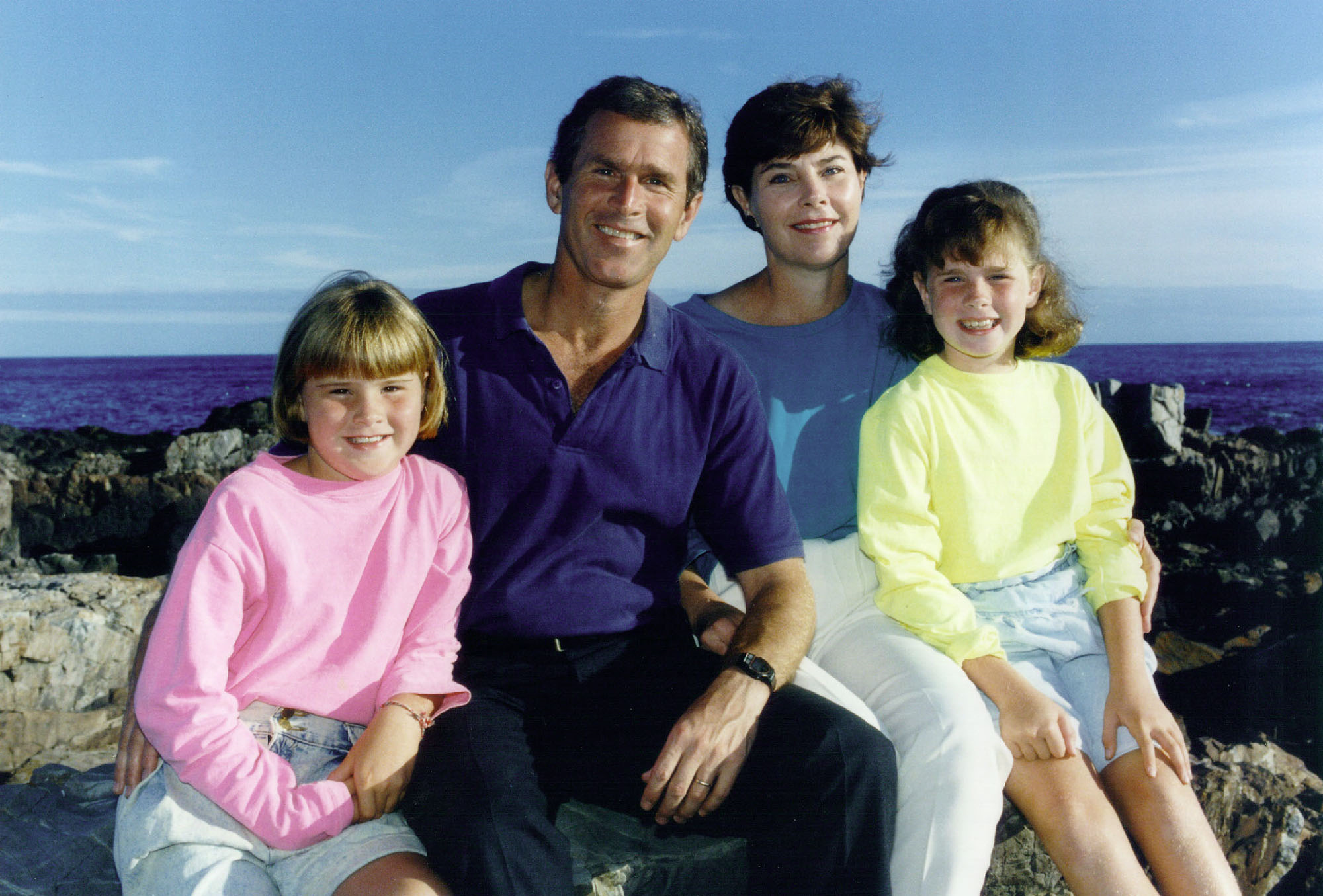
Laura Bush com seu marido e filhas, Barbara e Jenna, Kennebunkport, Maine, 1990

Já com trinta anos, Laura Welch passara por vários namorados sem ter um relacionamento duradouro. Isso mudou quando amigos em comum de Laura Welch e George W. Bush organizaram um churrasco em sua casa com o intento de apresentá-los mutuamente. O plano teve êxito, pois apenas três meses mais tarde, a 5 de Novembro de 1977, o casal viria a contrair matrimônio em uma simples cerimônia em Midland, onde passaram a residir em seguida, mudando-se mais tarde para Dallas.
Em 1981, Laura Bush deu à luz filhas gêmeas, Barbara e Jenna. O casal optou por não voltar a ter filhos. Após seu casamento, Laura Bush abandonou a carreira educacional, mas serviu como voluntária em certas organizações, tais como as bibliotecas públicas de Midland e Dallas, e a escola primária frequentada por suas filhas.
Seguindo uma tradição centenária, o clã dos Bush se reúne várias vezes ao ano em Kennebunkport, no Maine, na sua extensa propriedade à beira-mar.

## Primeira-dama dos Estados Unidos
Laura Bush sempre foi útil durante as várias campanhas políticas de George W. Bush pela sua aparência séria e comedida. A história propagada durante essas campanhas relata que foi por seu mérito o suposto amadurecimento emocional de seu marido durante a década de 1980, inclusive o fato de ele ter deixado oficialmente de consumir bebidas alcoólicas. Seja como for, Laura Bush parece ser incapaz de largar o seu próprio vício, que a acompanha desde a juventude, o de fumar cigarros constantemente.

### Primeira-dama do Texas
Em janeiro de 1995, Laura Bush tornou-se a primeira-dama do Texas, seu marido havendo sido eleito governador daquele estado no novembro anterior. Ela exerceu essa função até dezembro de 2000 quando, após a caótica e controversa eleição presidencial de 2000 ser decidida a seu favor pela Suprema Corte, George W. Bush renunciou ao cargo de governador para assumir a presidência.
Laura Bush, talvez por preferência de seu marido, foi uma primeira-dama inconspícua. Ela deu seu apoio a causas beneficentes como o bem-estar de crianças desprivilegiadas e o combate ao analfabetismo, mas jamais organizou um baile ou recepção formal.

### O primeiro mandato na Casa Branca

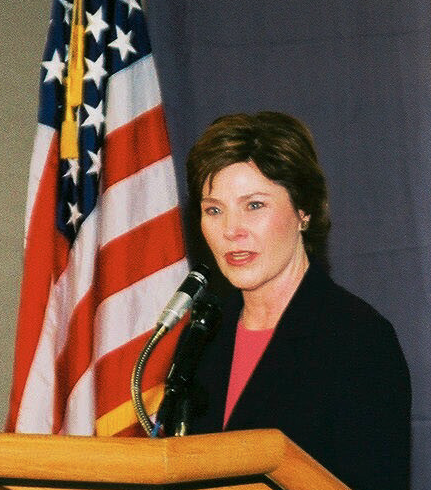
Fazendo um discurso

George W. Bush assumiu o cargo de presidente dos EUA a 20 de janeiro de 2001. A disputa eleitoral dos meses anteriores causara tal rancor que, por questões de segurança, a cerimônia de posse teve de ser abreviada; o casal Bush absteve-se da tradicional caminhada pela Avenida Pensilvânia, e a limusine presidencial foi alvejada inúmeras vezes com entulho e gelo, que se formara naquele dia frio.
Durante o primeiro mandato de seu marido, Laura Bush foi notavelmente menos proeminente em seu papel de primeira-dama que muitas de suas antecessoras. O contraste se tornou especialmente visível quando ela foi comparada a Hillary Clinton, a ocupante prévia da função. Clinton, ao contrário, de Bush, exerceu uma influência significativa sobre as decisões políticas de seu esposo. Simpatizantes políticos de George W. Bush, talvez por aversão ao feminismo, veem positivamente o papel diminuído da primeira-dama. Por outro lado, críticos opinam que Laura Bush haja deixado de avançar a imagem da primeira-dama em uma direção mais moderna.
Ao invés, Laura Bush tem dedicado-se às mesmas causas tradicionais que apoiara no Texas: patrocinou o primeiro Festival Nacional do Livro, e pronunciou-se a favor da melhoria da saúde feminina no país. Após os eventos de 11 de Setembro de 2001, Bush procurou mitigar os efeitos emocionais sobre as crianças, aconselhando os seus pais que não as permitissem assistir repetidamente as imagens chocantes do atentado.
Em novembro do mesmo ano, durante a invasão estadunidense do Afeganistão, ela tornou-se a primeira pessoa além do próprio titular a fazer o discurso presidencial emitido a cada sábado, aproveitando a ocasião para discutir o sofrimento das mulheres daquele país. Em Maio de 2002, ela voltou a dirigir-se ao povo afegão, utilizando-se de uma emissora da Rádio Liberdade em Praga, na República Tcheca.
Apesar de sua relativa falta de visibilidade, Laura Bush foi apontada como a segunda mulher mais poderosa dos EUA e a quarta mais poderosa do planeta pela revista "Forbes" em 2004. 

### O segundo mandato
Após mais uma eleição problemática, o casal Bush iniciou o seu segundo quadriênio na Casa Branca em 2005. Porém, enquanto os índices de aprovação da Primeira-Dama permaneceram altos (chegando a 85% de acordo com algumas pesquisas), os de seu marido sofreram uma queda vertiginosa no primeiro ano do segundo mandato. Por isso, ela vem assumindo um papel mais ativo, servindo várias vezes como uma porta-voz extraoficial do governo.

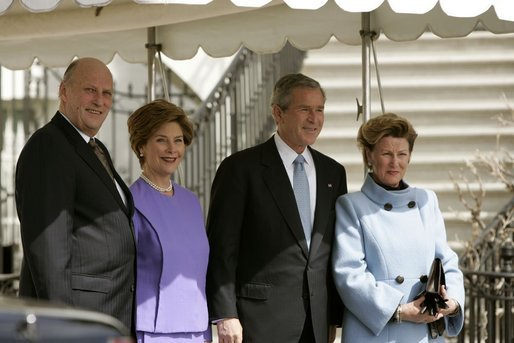
Laura Bush e marido com os reis da Noruega, 7 de Março de 2005

Em Abril de 2005, Bush causou um certo espanto durante o jantar anual para os correspondentes jornalísticos da Casa Branca. Ela ironicamente chamou o seu marido de "Sr. Excitação" e sugeriu que ele trabalhe até mais tarde se deseja "acabar com a tirania no mundo", brincou também quanto a inexperiência do chefe de estado em cuidar do famoso sítio em Crawford, Texas, dizendo que ele "[havia tentado] ordenhar um cavalo… e o que é pior, um garanhão." Chegou a comparar sua sogra, Barbara Bush, com o mafioso fictício, Don Corleone.
Em Maio de 2005, durante uma viagem ao Oriente Médio Bush foi vaiada nas ruas de Jerusalém, uma reflexão da extrema impopularidade do atual governo estadunidense na maior parte do mundo. Ainda durante a mesma viagem, ela apareceu na versão egípcia do programa infantil "Vila Sésamo", e deu seu apoio à reeleição do autoritário presidente Hosni Mubarak daquele país. Na Jordânia proclamou que as mulheres devem ter o direito de "falar e adorar livremente".
Naquele mesmo mês, a esposa do vice-presidente, Lynne Cheney, opinou em uma entrevista que Laura Bush deva concorrer à presidência em 2008, já que George W. Bush será constitucionalmente barrado a disputar um terceiro mandato. O próprio Dick Cheney concordou, levando à especulação que ocorrerá um confronto eleitoral entre Hillary Clinton e Laura Bush. Por outro lado, esta última declarou que por sua vez apoia a candidatura potencial de Condoleezza Rice.
Em Agosto do mesmo ano, durante uma visita ao estado da Louisiana, que acabava de sofrer o devastador impacto do furacão Katrina, Bush mais de uma vez confundiu o nome da tempestade, chamando-a de "Corinna". E ao indagarem-lhe a sua opinião quanto ao fato da maioria dos flagelados de Nova Orleans serem pobres e negros, Bush deu a entender que nada pode ser feito a esse respeito. "É isto que acontece quando há um desastre natural deste porte", disse ela. "As pessoas pobres são em geral aquelas que vivem nos bairros de mais baixa elevação ou nos mais vulneráveis. Suas casas são as mais vulneráveis aos desastres naturais. E é isto que sempre acontece".

## Leituras adicionais
- Gerhart, Ann. The Perfect Wife: The Life and Choices of Laura Bush. Uma biografia. ISBN 0-7432-4383-8
- Gormley, Beatrice. Laura Bush: America's First Lady. Uma biografia. ISBN 0-689-85366-1
- Kelley, Kitty. The Family: The Real Story of the Bush Dynasty. Um retrato da dinastia Bush. ISBN 0-385-50324-5
- Kushner, Tony. Only We Who Guard The Mystery Shall Be Unhappy Uma peça sobre o dilema moral de Laura Bush. (Tony Kushner mais tarde adicionou uma cena )
- Montgomery, Leslie. Were It Not For Grace: Stories From Women After God's Own Heart; Featuring Condoleezza Rice, First Lady Laura Bush, Beth Moore & Others. Laura Bush relata a influência da religião sobre sua vida. ISBN 0-8054-3178-0